# Cours Franklin-Roosevelt (Marseille)
Pour les articles homonymes, voir Cours Franklin-Roosevelt.
Le cours Franklin-Roosevelt est une voie marseillaise.

## Situation et accès
Située dans les 1er, 4e et 5e arrondissements de Marseille, elle va de la Canebière à la rue Devilliers.
Cette voie en ligne droite démarre tout en haut de la Canebière et à l’extrémité ouest du boulevard de la Libération, à proximité du square Stalingrad. Elle entame une forte montée sur toute sa longueur, croise la rue Saint-Savournin et se termine au sommet, rue Devilliers, qui la relie à la rue Monte-Cristo.

## Origine du nom
Le cours doit son nom à Franklin Delano Roosevelt (1882-1945), 32e président des États-Unis de 1933 à 1945.

## Historique
Par le passé le cours se nommait sous la Révolution « cours Pommier » puis « cours Devilliers » du nom de l’ancien avocat Jean-Baptiste de Villiers de Saint-Savournin. La rue située à son extrémité a gardé ce nom.
Le cours est classé dans la voirie de Marseille le 28 avril 1855.
La voie porte son nom actuel par délibération du conseil municipal en date du 27 juillet 1946.

## Bâtiments remarquables et lieux de mémoire
- Au début de la rue se trouve l’église Saint-Vincent-de-Paul de Marseille.
- À l’angle avec l’impasse Croix-de-Régnier se trouve la maison de Gaston Castel[2].